# Fernlenkboot
Das Fernlenkboot, kurz FL genannt, war das erste entwickelte Sprengboot der deutschen Kaiserlichen Marine. Es wurde im Ersten Weltkrieg im November 1915 konzipiert.

## Entwicklungsgeschichte
Unmittelbar nach Ausbruch des Ersten Weltkrieges traten u. a. die Firmen Siemens, With, Giesler und Goldbach an das deutsche Kriegsministerium sowie an das Reichsmarineamt heran, um ihre zahlreichen Patente und Vorplanungen der Kriegsführung zur Verfügung zu stellen. Nach Auswertung der Vorschläge, die unter der Leitung von Ferdinand Graf von Zeppelin standen, erhielten die Verkehrstechnische Kommission des Kriegsministeriums, die Technische Versuchskommission der Marine sowie das Torpedo-Versuchskommando am 13. November 1914 den Auftrag, Fernlenkversuche mit Luftschiffen, Flugzeugen, Booten und Torpedos anzustellen.
Insbesondere die Entwicklung eines Fernlenkbootes aus Spantenholz stand im Hinblick auf die britische Seeblockade im Vordergrund. Die ersten und noch etwas unbeholfenen Versuche fanden im Frühjahr 1915 auf dem Müggelsee bei Berlin statt, danach auch in Travemünde und Kiel. Nach den Auswertungen der Versuche kam man zu folgenden Schlussfolgerungen:
- Äußerst schwierige Unterbringung der großen Fernsteueranlagen in Kleinst-Booten.
- Verzicht auf die Entwicklung eines ferngelenkten Torpedos.
- Konzentration aller Kräfte und Ressourcen auf ein offenes Fernlenkboot.
- Verzicht auf eine Funksteuerung (zu störanfällig) und Rückgriff auf eine Kabelfernsteuerung.
- Errichtung hochliegender Leitstände im Einsatzgebiet; Versuche vom Leuchtturm Bülk aus hatten gezeigt, dass Versuchsboote bei klarer Sicht bis zu 15 km von der Leitstelle geführt werden konnten.

Im September 1915 wurde der Bau von 12 Booten angeordnet. Vier sollten dabei weiteren Seeerprobungen und Tests unterzogen werden, und acht sollten umgehend nach Flandern verlegt werden, um die dort kreuzenden englischen Monitore anzugreifen. Gleichzeitig erging der Befehl zur Errichtung 30 m hoher Leitstellen, die in Ostende und Zeebrügge eingerichtet wurden. Im Februar 1916 wurden weitere fünf Boote bestellt, die für den Raum Libau-Nord-Kurland vorgesehen waren. Die insgesamt 17 Boote erhielten nach ihrer Fertigstellung die Bezeichnungen FL (Fernlenkboot) 1–17.
Im Bugbereich war eine 700 kg schwere Sprengladung untergebracht, die mittels einfachen Aufschlagzünders detonierte. Bei Versagen konnte die Sprengladung ferngezündet werden. Um ein Aufbringen funktionsloser oder defekter Sprengboote durch feindliche Einheiten zu verhindern, waren an den Deckverschlüssen des Boots Kontakte angebracht, die beim Öffnen ohne Betätigung der verdeckten Sperren die Explosion der Sprengladung auslösten.
Die von Siemens gelieferte Steueranlage war bis zu 6 Stunden betriebsbereit. Die Trommel mit 20 km Kabel wog 800 kg. Das Kabelende war an die Leitzentrale angeschlossen. Diese konnte folgende Befehle an das Sprengboot übermitteln:
- Herstellen der Betriebsbereitschaft der Kommandogeräte
- Anlassen des Motors (woraufhin das Boot sofort Fahrt aufnahm, da es keine Motorkupplung besaß) und Motorstopp
- Ruderlage bis zur „Hartlage“ stufenlos steuerbar
- Selbstvernichtung
- Heckleuchte aufleuchten lassen, damit das Boot in der Leitstelle bei Dunkelheit erkennbar war
- An- und Abstellen der Nebeleinrichtung

## Weiterentwicklungen
Die Fernsteuerung von einem Leitstand aus mit Kabel erwies sich alsbald als unzureichende Lösung, so dass die Leitstellen in der Folge auf Torpedobooten montiert wurden, die dem Sprengboot in sicherem Abstand folgen sollten. Weiterhin erfolgte der Einbau auch in Luftschiffe, die etwa 5.000 Meter hinter dem Boot die Kommandos über eine nun auf 50 km verlängerte Kabeltrommel sendeten. Darüber hinaus gab es ab 1918 erneut Bemühungen, eine sichere drahtlose Verbindung aufzubauen, die von einem Flugzeug aus gehalten werden konnte. Die Entwicklung kam jedoch zu spät, um noch von militärischem Nutzen zu sein.

## Verbleib und Erfolge der FL-Sprengboote
- FL 1: Raum Flandern
- FL 2: Raum Flandern
- FL 3: Raum Flandern, 24. April 1916, Versagen der Leitanlage, Selbstzerstörung
- FL 4: Raum Kurland, 3. November 1917 bei Angriffsfahrt von einem Zerstörer durch Artilleriefeuer versenkt
- FL 5: Raum Flandern, 25. September 1916, Motorbrand bei Angriffsfahrt, Selbstzerstörung
- FL 6: Raum Flandern
- FL 7: Raum Flandern, 1. März 1917, Sprengung von 50 Metern der Mole von Nieuwpoort mit anschließendem Ausfall der französischen und englischen Artillerieleitstände
- FL 8: 6. September 1917, bei Angriffsfahrt auf ein englisches Monitorschiff durch Artilleriefeuer versenkt
- FL 9: Raum Kurland, kein Einsatz
- FL 10: Raum Kurland, 28. Mai 1918, Drahtlosangriff von einem Flugzeug aus, der jedoch infolge Ausfalls der Flugzeugantenne abgebrochen werden musste
- FL 11: Raum Kurland, kein Einsatz
- FL 12: Raum Flandern, 28. Oktober 1917, Angriffsfahrt auf den Monitor HMS Erebus (8.000 t), Versagen des Aufschlagzünders, durch Flugzeugleitstand Sprengladung ausgelöst, die jedoch nur geringe Schäden am Schiff verursachten[1]
- FL 13: unbekannt
- FL 14: Raum Kurland, kein Einsatz
- FL 15: Raum Kurland, kein Einsatz
- FL 16: unbekannt
- FL 17: Raum Flandern

Aufgrund der anhaltenden Erfolglosigkeit der FL-Boote beschloss man Anfang 1918, das Bauprogramm zu stoppen, obwohl das Reichsmarineamt, das Marinekorps sowie der Chef der Marineflieger erfolgversprechendes Entwicklungspotential sahen.
Ein weiteres geplantes Sprengboot, das 40 kn Höchstgeschwindigkeit erreichen sollte, wurde nicht mehr realisiert, und auch der österreichischen Marine, die sehr am Einsatz von Sprengbooten interessiert war, wurde geraten, nicht mit entsprechenden Versuchen anzufangen.